# Dorothee Schneider

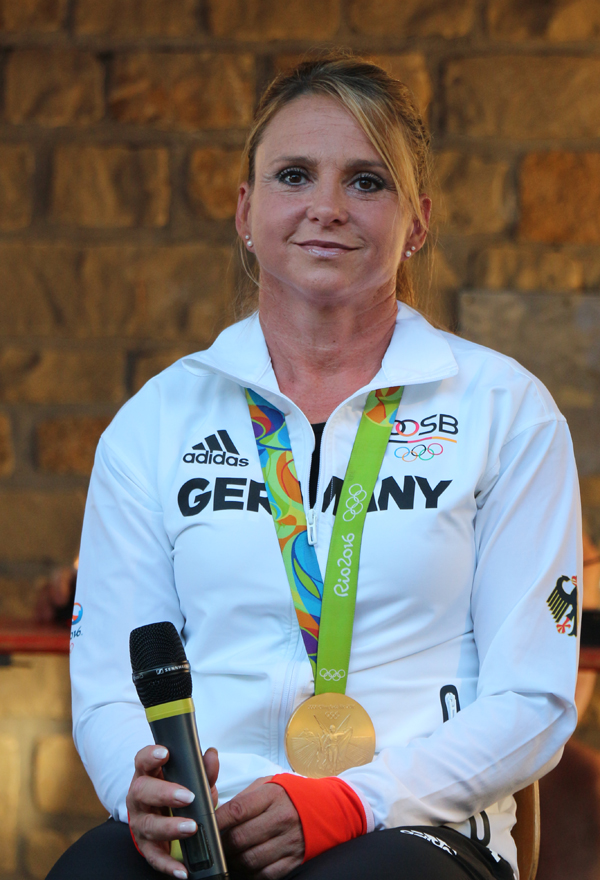
Dorothee Schneider mit der olympischen Goldmedaille von Rio 2016

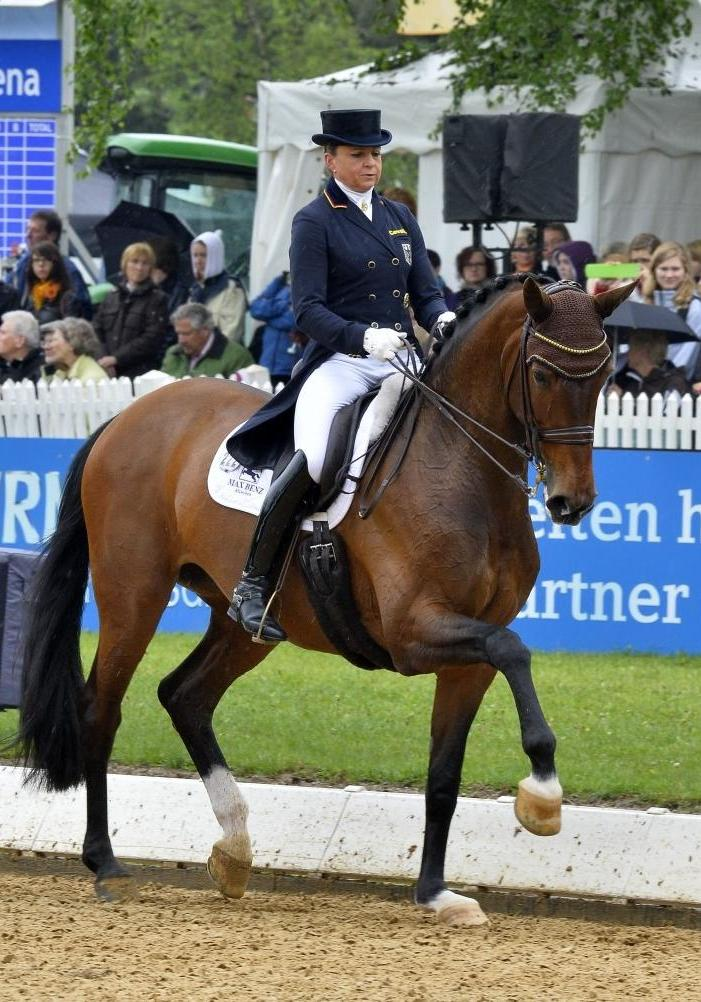
Dorothee Schneider mit Forward Looking beim CDI 5* München-Riem 2013

Dorothee Schneider (* 17. Februar 1969 in Mainz) ist eine deutsche Dressurreiterin. Schneider lebt in Framersheim und startet im Sport für den Verein Frankfurter Turnierstall Schwarz-Gelb e. V. Sie trägt die Auszeichnung Reitmeister.

## Werdegang
Dorothee Schneider war bereits in ihrer Kindheit von Pferden umgeben. Ihr Vater Hans-Eberhard Schneider war selbst Dressurreiter, ritt schwere Dressurprüfungen bis zum Intermediaire-Niveau und richtete Dressurprüfungen bis auf Grand-Prix-Niveau, zudem war er als Pferdezüchter aktiv. Bis Anfang der 1980er Jahre war die Familie Pächter der Domäne Mechtildshausen bei Wiesbaden, wo sie einen landwirtschaftlichen Betrieb führte. Hier erlernte Schneider das Reiten von ihrem Vater, musste sich nach eigener Aussage den Reitunterricht des Vaters jedoch erkämpfen und versuchte sich selbst viel beizubringen.
Nach ihrem Schulabschluss wollte sie Tiermedizin studieren. Im Jahr ihres Abschlusses musste die Familie jedoch die Domäne verlassen, da eine andere Nutzung als Jugendprojekt vorgesehen war. Daher zog sie nach Framersheim, wo sie eine Pferdesportanlage erwarb und sich selbstständig machte. Daher sah Dorothee Schneider von ihrem Plan ab und blieb weiterhin als helfende Hand im Betrieb ihrer Eltern. Zeitgleich begann sie eine Lehre als Bankkauffrau.
Nach Abschluss dieser Lehre folgte eine Lehre zur Pferdewirtin mit dem Schwerpunkt Zucht und Haltung auf dem elterlichen Hof. Es folgte die Meisterprüfung zur Pferdewirtschaftsmeisterin, sie machte als Seiteneinsteigerin auch die Bereiterprüfung und nachfolgend auch die Meisterprüfung zur Pferdewirtschaftsmeisterin im Bereich Reiten. Da auf dem Familienbetrieb auch Hengste gehalten werden, ließ sie sich zudem zur Besamungswartin schulen.
Im Jahr 2000 übernahm sie den elterlichen Betrieb mit mehreren Mitarbeitern.
Sie ist seit 2010 mit Jobst Krumhoff verheiratet.

## Sportliche Laufbahn
Ihren Einstieg in den Sport hatte Schneider mit dem Trakehner-Schimmelwallach Protegé, der sich schwer verletzt hatte und von Dorothee Schneiders Vater gesundgepflegt wurde. Mit diesem bestritt sie im Alter von acht Jahren ihre erste Reiterprüfung, in den Folgejahren arbeiteten beide sich bis zu Dressurprüfungen der Klasse M hoch. Mit dem selbstgezogenen Pferd Katapult wurde sie Hessische Meisterin der Junioren und wurde in den Landeskader aufgenommen. Mit dem Hengst Van Deyk ritt Schneider ihren ersten Grand Prix de Dressage. Mit ihm nahm sie zuvor auch am Bundeschampionat teil. Im Jahr 1994 bekam sie das Goldene Reitabzeichen verliehen.
Mit Kaiserkult, einem gekörten Sohn von Van Deyk, gewann Dorothee Schneider im Jahr 2004 das Bundeschampionat der sechsjährigen Dressurpferde. Im Jahr 2006 erreichten beide den zweiten Rang im Finale des Nürnberger Burg-Pokals. Es folgten viele Erfolge in der schweren Klasse.
Ende 2011 bekam Schneider auf Vermittlung des damaligen Bundestrainers Holger Schmezer die Möglichkeit, die Stute Diva Royal bis zum nächsten Jahr zu reiten. Diese gehört der Mutter von Stella Charlott Roth, einer Schülerin von Dorothee Schneider. Noch im Jahr 2010 war Roth mit der erst achtjährigen Diva Royal Teil der deutschen Europameisterschaftsmannschaft der Jungen Reiter. Im Dezember 2011 startete Schneider erstmals bei einer Weltcupprüfung, beim Festhallen-Reitturnier Frankfurt (Main). Hier erreichte sie mit Diva Royal den dritten Platz.
Es folgten über das Jahr weitere gute Platzierungen auf hochklassigen Turnieren. Bei den Deutschen Meisterschaften erreichten Schneider und Diva Royal den fünften Platz im Grand Prix Spécial und den vierten Platz in der Kür. Infolgedessen wurde sie in den A-Kader der Dressurreiter aufgenommen und bekam die Möglichkeit, in der CDI 4*-Tour beim CHIO Aachen zu starten. Aufgrund einer Erkrankung ihres Vereinskollegen Matthias Alexander Rath wurde sie in die deutsche Mannschaft in der CDIO 5*-Tour des CHIO Aachen nachnominiert. Aufgrund einer sehr guten Leistung (so zum Beispiel einem dritten Platz in der Grand Prix Kür) wurde sie als Mannschaftsreiterin für die Olympischen Spiele nominiert. Mit Kristina Sprehe und Helen Langehanenberg gewann sie in der Mannschaftswertung der Dressur die Silbermedaille.
Nach den Olympischen Spielen übernahm Stella Charlott Roth wieder Diva Royal, Schneider ritt neben Nachwuchsdressurpferden die Stute Forward Looking erfolgreich auf Grand Prix-Niveau. So kam sie mit Forward Looking bei den deutschen Meisterschaften 2014 auf den sechsten (Grand Prix Kür) und siebenten Rang (Grand Prix Spécial).
Ab dem Sommer 2013 übernahm Dorothee Schneider Beritt und Training mehrerer Pferde aus dem Besitz der Familie Edwin Kohl (Gründer von Kohlpharma), die zuvor von Patrik Kittel und anschließend kurzzeitig von Ulla Salzgeber geritten wurden. Anfang 2014 konnte sie mit einem dieser Pferde, mit Silvano, erstmals einen größeren internationalen Erfolg verbuchen: Beim CDI 4*-Turnier in Graz gewann sie sowohl den Grand Prix als auch die Grand Prix Kür. Bei den deutschen Meisterschaften im Juni 2015 kam sie mit dem zehnjährigen Rappwallach St. Emilion in der Grand Prix Kür auf den fünften Rang.
Mit dem Hannoveraner Showtime gewann sie bei den Munich Indoors 2015 mit einem Ergebnis von über 80 Prozent den Grand Prix Spécial. Bei den Deutschen Meisterschaften 2016 in Balve wurde Schneider mit Showtime erstmals Deutsche Meisterin in der Grand Prix Kür, nachdem sie einen Tag zuvor bereits die Silbermedaille in der Grand Prix Spécial-Wertung gewonnen hatte. Beim CHIO Aachen wurde Dorothee Schneider mit Showtime für die Olympischen Spiele 2016 nominiert, pünktlich zu den Olympischen Spielen rutschten beide in der Weltrangliste auf den dritten Platz vor. Bei den Olympischen Spielen kam Schneider in Grand Prix und Grand Prix Spécial jeweils auf den dritten Rang und trug damit zum Goldmedaillengewinn der deutschen Mannschaft bei. In der für die Einzelwertung zählenden Grand Prix Kür schlichen sich jedoch zu viele Fehler ein, so dass sie mit Showtime auf den sechsten Platz der Einzelwertung kam.
Außergewöhnliches glückte Schneider mit dem ihr zur Verfügung gestellten Hengst Sezuan, der Dunkelbraune wurde in den Jahren 2014 bis 2016 bei den Weltmeisterschaften der jungen Dressurpferde Weltmeister der Fünfjährigen, Sechsjährigen und Siebenjährigen. Bei den Deutschen Meisterschaften 2017 gewann sie mit Sammy Davis jr. die Bronzemedaille in der Kür, im Grand Prix Spécial wurde es der vierte Platz.

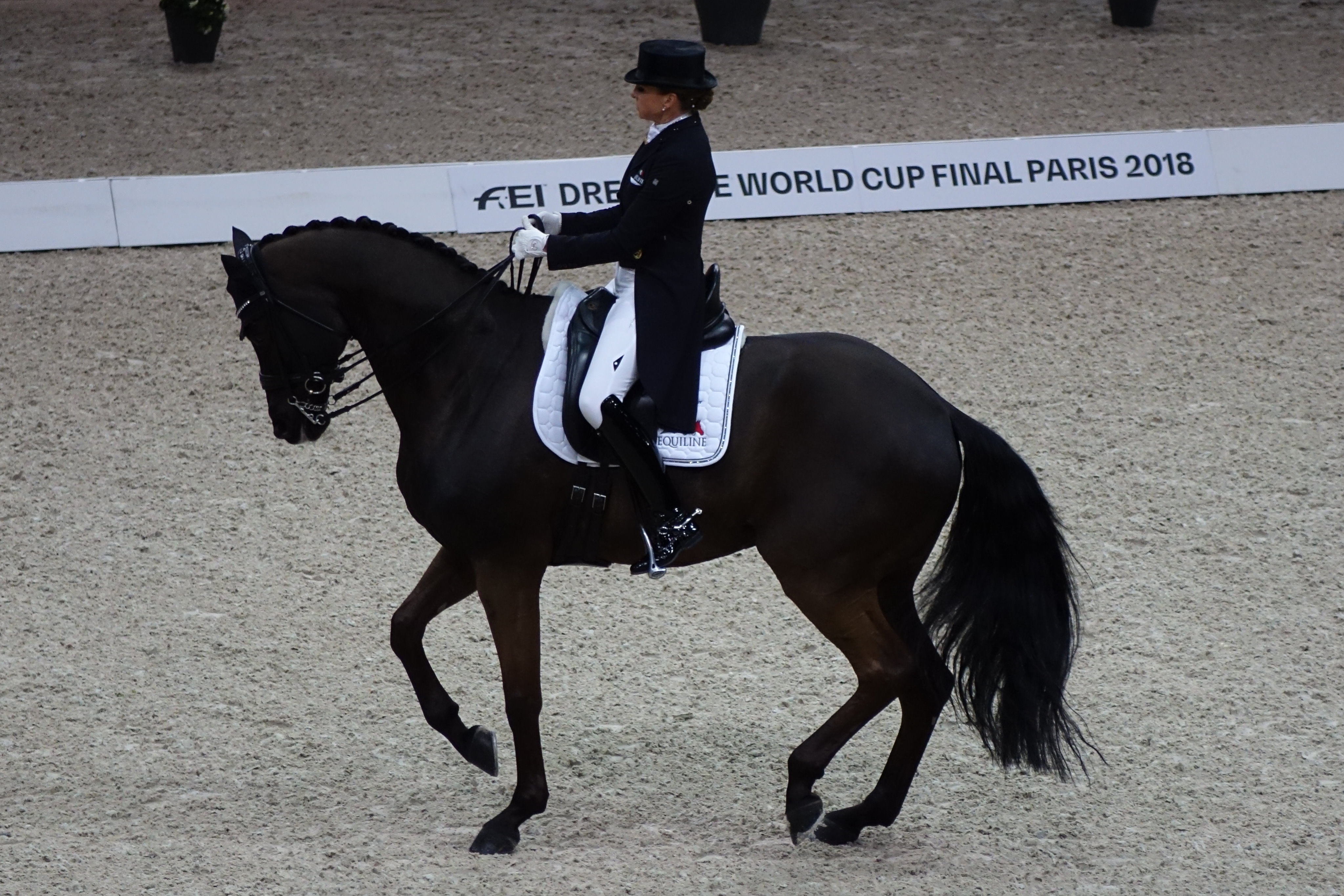
5. Platz beim Weltcupfinale 2018: Dorothee Schneider und Sammy Davis jr.

Am Pfingstmontag 2018 gewann Schneider zum zweiten Mal den Grand Prix Special beim internationalen Reitturnier in Wiesbaden. Sie ritt dort den Wallach Faustus, für den dies sein zweiter Grand Prix Spécial-Sieg beim dritten internationalen Turnier überhaupt war. Bei den deutschen Meisterschaften in Balve, bei denen Dorothee Schneider mit Sammy Davis jr. zwei Medaillen (Bronze im Grand Prix Spécial, Silber in der Grand Prix Kür) gewann, wurde auch Faustus in den Kreis der deutschen Championatskader-Pferde aufgenommen. Schneider war damit, wie Jessica von Bredow-Werndl und Isabell Werth, mit drei Pferden Mitglied des Championatskaders. Im September 2018 war sie mit Sammy Davis jr. Teil der siegreichen Dressurmannschaft bei den Weltreiterspielen im amerikanischen Tryon. In der Einzelwertung erreichte sie (auf Grund von Hurrikan Florence nur Grand Prix Spécial) Rang 11.
Ein Jahr später gewann Schneider mit dem Hannoveraner Showtime FRH die Deutsche Meisterschaft im Grand Prix Spécial. Bei den Europameisterschaften 2019 in Rotterdam sicherte sie sich nach persönlicher Bestleistung im Grand Prix Spécial (85,456 %) Silber, was zugleich die erste Einzelmedaille bei einem Championat ihrer Karriere bedeutete. Am Tag darauf erhielt Schneider mit Showtime FRH in der Grand Prix Kür erstmals über 90 Prozent (90,561 %), womit sie erneut Silber gewann und außerdem in einen Notenbereich vorstieß, den erst wenige Reiter überhaupt auf Grand-Prix-Niveau erreichen konnten.
Im Juni 2021 befand sich Schneider mit Showtime FRH auf Rang 4, mit DSP Sammy Davis Jr. auf Rang 20, mit Faustus auf Rang 41 sowie mit DSP Pathétique auf Rang 88 der Weltrangliste der Dressurreiter. Mit den ersten drei Pferden befand sie sich zudem für 2021 im deutschen Olympiakader der Dressur. Einen Schockmoment erlitt Schneider im April 2021, als ihre Stute Rock 'n Rose bei einer Siegerehrung unter ihr zusammenbrach und verstarb, ein Aortaabriss wurde als Ursache vermutet. Dorothee Schneider zog sich dabei einen Schlüsselbeinbruch zu. Mit einer stabilisierenden Neoprenweste nahm sie ab Mai 2021 an den Sichtungen für die Olympischen Spiele in Tokio teil. Die Qualifikation gelang, mit Showtime war sie dort Teil der deutschen Mannschaft, mit der sie später auch Mannschafts-Gold gewann.

## Sportliche Erfolge

### Olympische Spiele, Championate und Weltcup
Olympische Spiele
- 2012, London: mit Diva Royal, Silber mit der Mannschaft sowie Platz 7 in der Einzelwertung
- 2016, Rio de Janeiro: mit Showtime FRH, Gold mit der Mannschaft sowie Platz 6 in der Einzelwertung
- 2020 (2021), Tokio: mit Showtime FRH, Gold mit der Mannschaft sowie Platz 15 in der Einzelwertung

Weltmeisterschaften
- 2018, Tryon: mit Sammy Davis jr., Gold mit der Mannschaft sowie Platz 11 in der Einzelwertung (Grand Prix Spécial)

Europameisterschaften
- 2017, Göteborg: mit Sammy Davis jr. Gold mit der Mannschaft, 12. Platz im Grand Prix Spécial (73,249 %), 11. Platz in der Grand Prix Kür (76,289 %)
- 2019, Rotterdam: mit Showtime FRH Gold mit der Mannschaft und jeweils Silber im Grand Prix Spécial (85,456 %) und in der Grand Prix Kür (90,561 %)

Weltcupfinale
- 2018, Paris: mit Sammy Davis jr. 5. Platz (81,843 %)

Deutsche Meisterschaften
- 2009, Balve: mit Kaiserkult TSF 18. Platz im Grand Prix Spécial (65,292 %)
- 2010, Münster: mit Kaiserkult TSF 9. Platz im Grand Prix Spécial (69,625 %) sowie 10. Platz in der Grand Prix Kür (71,100 %)
- 2011, Balve: mit Kaiserkult TSF 12. Platz im Grand Prix Spécial (68,125 %) sowie 9. Platz in der Grand Prix Kür (73,000 %)
- 2012, Balve: mit Diva Royal 5. Platz im Grand Prix Spécial (75,378 %) sowie 4. Platz in der Grand Prix Kür (81,700 %)
- 2014, Balve: mit Forward Looking 7. Platz im Grand Prix Spécial (70,353 %) sowie 6. Platz in der Grand Prix Kür (78,450 %)
- 2015, Balve: mit St. Emilion 10. Platz im Grand Prix Spécial (72,529 %)
- 2016, Balve: mit Showtime FRH Silber im Grand Prix Spécial (83,176 %) sowie Gold in der Grand Prix Kür (86,725 %)
- 2017, Balve: mit Sammy Davis jr. 4. Platz im Grand Prix Spécial (77,039 %) sowie Bronze in der Grand Prix Kür (81,650 %)
- 2018, Balve: mit Sammy Davis jr. Bronze im Grand Prix Spécial (76,804 %) sowie Silber in der Grand Prix Kür (82,975 %)
- 2019, Balve: Gold im Grand Prix Spécial (80,745 %, mit Showtime FRH), 4. Platz in der Grand Prix Kür (81,950 %, mit DSP Sammy Davis jr.)
- 2020, Balve: mit Faustus Bronze im Grand Prix Spécial (78,706 %) und Bronze in der Grand Prix Kür (81,600 %)
- 2021, Balve: mit Showtime FRH Bronze im Grand Prix Spécial (80,275 %) und Bronze in der Grand Prix Kür (89,775 %)

### Beste internationale Ergebnisse (seit 2008)
Grand Prix de Dressage
- 2021: 81,522 % (2. Platz beim CDI 4* Kronberg mit Showtime FRH)
- 2020: 77,522 % (1. Platz beim CDI 4* Achleiten mit DSP Sammy Davis jr.)
- 2019: 80,609 % (2. Platz beim CDIO 5* Aachen mit Showtime FRH)
- 2018: 78,196 % (2. Platz beim CDI 5* Stockholm mit Sammy Davis jr.)
- 2017: 79,280 % (1. Platz beim CDI 5* München mit Showtime FRH)
- 2016: 80,986 % (3. Platz beim Grand Prix der Olympischen Spiele in Rio de Janeiro mit Showtime FRH)
- 2015: 76,680 % (1. Platz beim CDI 4* München mit Showtime)
- 2014: 75,060 % (3. Platz beim CDI 4* Stuttgart mit Silvano)
- 2013: 72,043 % (3. Platz beim CDI 4* Hagen a.T.W. mit Forward Looking)
- 2012: 76,277 % (8. Platz beim Grand Prix der Olympischen Spiele in London mit Diva Royal)
- 2011: 72,851 % (3. Platz beim CDI-W Frankfurt mit Diva Royal)
- 2010: 67,064 % (7. Platz beim CDI 3* München-Riem mit Kaiserkult TSF)
- 2009: 68,128 % (7. Platz beim CDI 3* München-Riem mit Kaiserkult TSF)
- 2008: 66,460 % (10. Platz beim CDI 3* Stadl Paura mit Kaiserkult TSF)

Grand Prix Spécial
- 2021: 82,575 % (3. Platz beim CDI 4* Kronberg mit Showtime FRH)
- 2020: 74,617 % (2. Platz beim CDI 4* Oldenburg mit Faustus)
- 2019: 85,456 % (2. Platz bei den Europameisterschaften in Rotterdam mit Showtime FRH)
- 2018: 76,426 % (2. Platz beim CDI 4* Stuttgart mit Faustus)
- 2017: 81,137 % (1. Platz beim CDI 4* München mit Showtime FRH)
- 2016: 82,619 % (3. Platz beim Grand Prix Spécial der Olympischen Spiele in Rio de Janeiro mit Showtime FRH)
- 2015: 80,294 % (1. Platz beim CDI 4* München mit Showtime)
- 2014: 75,020 % (4. Platz beim CDI 4* Dortmund mit Forward Looking)
- 2013: 70,708 % (5. Platz beim CDI 3* München-Riem mit Kaiserkult TSF)
- 2012: 77,571 % (6. Platz beim Grand Prix Spécial der Olympischen Spiele in London mit Diva Royal)
- 2011: 72,604 % (4. Platz beim mit Van the Man)
- 2010: 67,625 % (8. Platz beim CDIO 3* Saumur mit Kaiserkult TSF)
- 2009: 66,750 % (6. Platz beim CDI 4* Donaueschingen mit Kaiserkult TSF)
- 2008: 64,080 % (14. Platz beim CDI 3* Stadl Paura mit Kaiserkult TSF)

Grand Prix Kür
- 2021: 82,375 % (2. Platz beim CDI 4* Kronberg mit Faustus)
- 2020: 81,075 % (7. Platz beim CDI-W Amsterdam mit DSP Sammy Davis jr.)
- 2019: 90,561 % (2. Platz bei den Europameisterschaften in Rotterdam mit Showtime FRH)
- 2018: 84,725 % (3. Platz beim CDI 5* Stockholm mit Sammy Davis jr.)
- 2017: 83,415 % (1. Platz beim CDI-W Salzburg mit Sammy Davis jr.)
- 2016: 86,925 % (3. Platz beim CDIO 5* Aachen mit Showtime FRH)
- 2015: 78,125 % (6. Platz beim CDI-W Stuttgart mit UllrichEquine’s St. Emilion)
- 2014: 79,475 % (4. Platz beim CDI-W Stuttgart mit Forward Looking)
- 2013: 78,050 % (3. Platz beim CDI 4* Hagen a. T. W. mit Forward Looking)
- 2012: 81,661 % (7. Platz bei der Grand Prix Kür der Olympischen Spiele in London mit Diva Royal)
- 2011: 77,025 % (3. Platz beim CDI-W Frankfurt Diva Royal)
- 2010: 71,450 % (7. Platz beim CDIO 3* Saumur mit Kaiserkult TSF)
- 2008: 70,750 % (4. Platz beim CDI 3* Strassen mit Kaiserkult TSF)

## Pferde

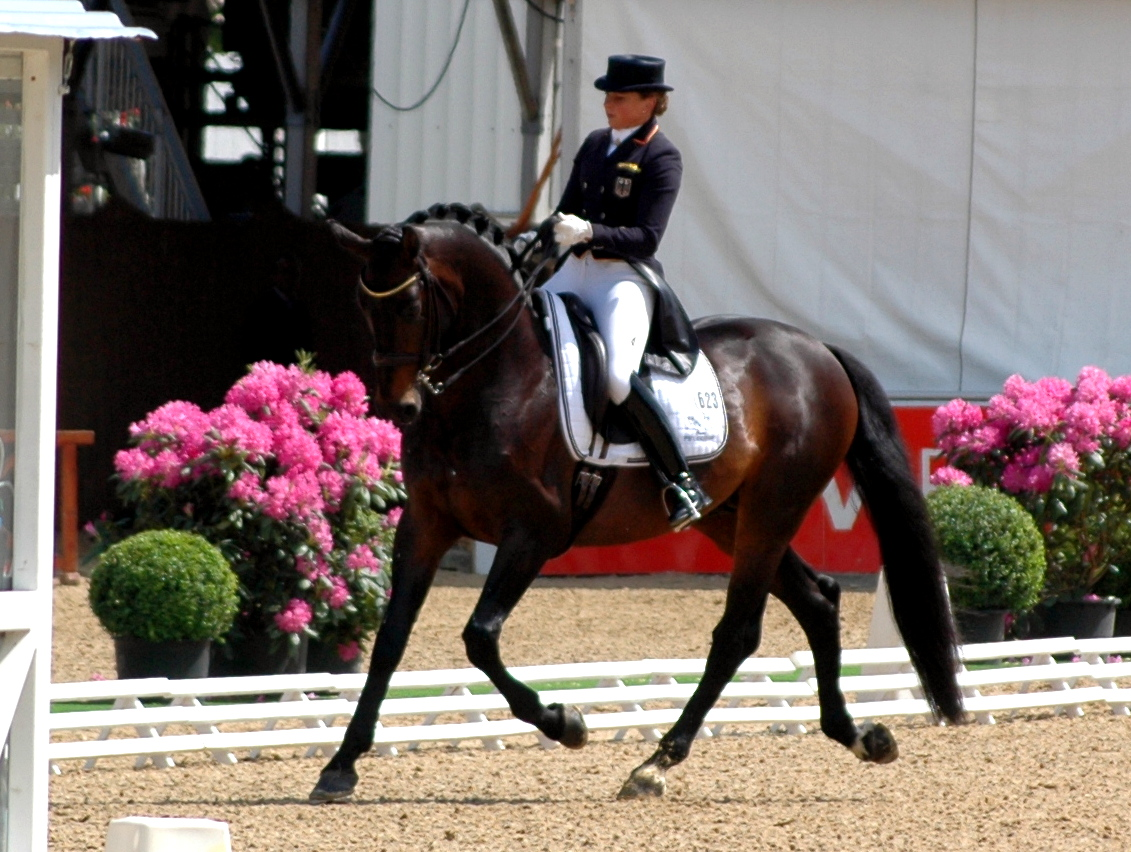
Dorothee Schneider und Silvano beim Maimarkt-Turnier Mannheim 2014

### Atuelle Turnierpferde
- First Romance 2 (* 2010), dunkelbrauner Württemberger Wallach, Vater: Fürst Romancier, Muttervater: Day Dream[20]
- Dante’s Hit OLD (* 2014), dunkelbrauner Oldenburger Wallach, Vater: Dante Weltino OLD, Muttervater: Sandro Hit
- Dayman 4 (* 2012), Westfale brauner Wallach, Vater: Daily Deal, Muttervater: Flovino
- Karlijn V. (* 2015), braune KWPN-Stute, Vater: Governor-Str, Muttervater: Juventus
- Maxi Kraft's Barcelo OLD (* 2016), brauner Oldenburger Hengst, Vater: Bon Coeur, Muttervater: Caprimond/T.
- Vainqueur (* 2013), Hannoveraner Fuchshengst, Vater: Vivaldi, Muttervater: Rubioso N
- Segantini FRH (* 2018), dunkelbrauner Hannoveraner Hengst, Vater: Secret, Muttervater: Fidermark NRW
- MaxiKraft Virazzo (* 2016), Hannoveraner Rapphengst, Vater: Vivaldi, Muttervater: Ragazzo
- Estelle 81 (* 2014), Westfale braune Stute, Vater: Escolar, Muttervater: Weltmeyer
- Élysée GV (* 2015), Westfale braune Stute, Vater: Escolar, Muttervater: Sandro Hit
- Esperado 36 (* 2016), Westfale brauner Hengst, Vater: Escolar, Muttervater: Danone 4
- Hermine 127 (* 2016), Trakehner Fuchsstute, Vater: Donauruf 2, Muttervater: Kaiserdom TSF
- Apanachi 38 (* 2019), Oldenburger Rappwallach, Vater: Apache, Muttervater: Sir Donnerhall I
- Socrates V (* 2018), dunkelbrauner DSP-Wallach, Vater: Secret, Muttervater: Exodus
- Etienne 143 (* 2019), Westfale brauner Hengst, Vater: Escolar, Muttervater: Sir Donnerhall I
- Maxim-N (* 2017), dunkelbrauner KWPN-Hengst, Vater: Glock's Johnson Jr., Muttervater: Glock's Johnson TN
- Elastic 11 (* 2019), Westfale dunkelbrauner Hengst, Vater: Escolar, Muttervater: Dimaggio
- Rosé 2 (* 2017), Oldenburger Rappstute, Vater: Revolution, Muttervater: President's Chagall D&R

### Ehemalige Turnierpferde
- Fohlenhofs Rock 'n Rose (* 2004; † 2021[21]), dunkelbraune Hannoveraner Stute, Vater: Rubin Royal OLD, Muttervater: Feiner Stern[22]
- Van Deyk (* 1984; † 2018), Trakehner Dunkelfuchs-Hengst, Vater: Patricius xx, Muttervater: Ibikus[23]
- Polarzauber TSF (* 1996; † 2012), brauner Trakehner Hengst, Vater: Charly Chaplin I, Muttervater: Tenor
- Ferryman 9 (* 1996), Westfale brauner Wallach, Vater: Florestan I, Muttervater: Disco-Star, zuletzt im Juli 2017 von Nadine Leibfritz im Sport eingesetzt
- Dynamico 2 (* 1998), brauner Hannoveraner Wallach, Vater: Don Primero, Muttervater: Weltmeyer, zuletzt im September 2014 von Bianca Helmling im Sport eingesetzt
- Silvano 71 (* 1999), dunkelbrauner KWPN-Hengst, Vater: Rubinstein I, Muttervater: Cocktail[24], zuletzt im September 2016 von Arlette Jasper-Kohl im Sport eingesetzt
- Kaiserkult TSF (* 1998), brauner Trakehner Hengst, Vater: EH Van Deyk, Muttervater: Gajus[25], zuletzt im Oktober 2018 von Kim Arjes im Sport eingesetzt
- Forward Looking (* 2001), Westfale braune Stute, Vater: Fidermark I, Muttervater: Dinard L[26], zuletzt im Dezember 2014 im internationalen Sport eingesetzt
- Diva Royal (* 2002), dunkelbraune Hannoveraner Stute, Vater: Don Frederico, Muttervater: Warkant[27], zuletzt im November 2012 von Stella Charlott Roth im Sport eingesetzt
- UllrichEquine's St. Emilion (* 2005), Westfale Rappwallach, Vater: Sandro Hit, Muttervater: Ehrenwort; ab 2017 von Isabel Freese geritten[28]
- DSP Sammy Davis Jr. (* 2006), Bayer Rappwallach, Vater: San Remo, Muttervater: Wenckstern; ab 2022 von Jeannine Merit Pelzer geritten[29][30]
- Sezuan 2 (* 2009), schwarzbrauner DWB-Hengst, Vater: Blue Hors Zack, Muttervater: Don Schufro[31], zuletzt im November 2022 von Sascha Schulz im Sport eingesetzt
- Gut Wettlkam's Quantum Vis (* 2009), brauner Hannoveraner Wallach, Vater: Quaterback, Muttervater: Gloster, ab März 2021 von Lisa Müller geritten[32]
- DSP Pathétique (* 2008), braune DSP-Stute, Vater: Quarterback, Muttervater: Casado, zuletzt im August 2020 im internationalen Sport eingesetzt
- Faustus 94 (* 2008), dunkelbrauner Hannoveraner Wallach, Vater: Falsterbo, Muttervater Forrest xx[33], zuletzt im Dezember 2022 im internationalen Sport eingesetzt
- Showtime FRH (* 2006), dunkelbrauner Hannoveraner Wallach, Vater: Sandro Hit, Muttervater Rotspon[34], beim Frankfurter Festhallenreitturnier 2023 aus dem Sport verabschiedet
- Derano 7 (* 2005), Hannoveraner Fuchswallach, Vater: De Niro, Muttervater: Warkant, zuletzt im April 2015 im internationalen Sport eingesetzt
- Flying Dancer OLD (* 2012), brauner Oldenburger Wallach, Vater: Fürst Romancier, Muttervater: Sir Donnerhall I, seit Juni 2024 von Laura Strobel geritten
- Fürst Magic 2 (* 2011), Westfale brauner Hengst, Vater: Fürstenball, Muttervater: Sir Donnerhall I, zuletzt im Oktober 2021 im Sport eingesetzt
- Lord Fittipaldi M (* 2012), dunkelbrauner Rheinländer Hengst, Vater: Lord Loxley I, Muttervater: Fidermark, seit Mai 2024 von Kathrin Müller geritten
- Santiago 221 (* 2007), brauner Hannoveraner Wallach, Vater: Stedinger, Muttervater: Dacaprio, seit Mai 2024 von Annelaureen Buchmeier geritten
- Sisters Act MT OLD vom Rosencarree (* 2012), dunkelbraune Oldenburger Stute, Vater: Sandro Hit, Muttervater: Royal Diamond
- UllrichEquine's Whizzkid (* 1997), Oldenburger Rappwallach, Vater: Welt Hit II, Muttervater: Andrew, zuletzt im August 2015 im Sport eingesetzt
- Villeneuve (* 2012), Rheinländer Fuchshengst, Vater: Vitalis, Muttervater: Dancier, seit Februar 2024 von Eve Catherine Bartels geritten
- Zikade 5 (* 2010), dunkelbraune Trakehner Stute, Vater: Singolo, Muttervater: Tambour, zuletzt im Januar 2018 von Ann-Christin Wienkamp im Sport eingesetzt
- Excalibur (* 2020), Westfale schwarzbrauner Hengst, Vater: Escamillo, Muttervater: Don Nobless
- Salvina (* 2013), Bayer schwarzbraune Stute, Vater: Genesis, Muttervater: Rubin Royal OLD
- Borghese MT (* 2016), Westfale Fuchshengst, Vater: Baccardi, Muttervater: Laureus NRW, seit April 2025 von Kira Laura Soddemann geritten
- Flashback 8 (* 2013), dunkelbrauner Einsiedler Hengst, Vater: Franziskus FRH, Muttervater: Sir Donnerhall I, seit März 2025 von Katrin Burger geritten
- Escalito 3 (* 2015), Westfale brauner Hengst, Vater: Escolar, Muttervater: Conello, zuletzt im Oktober 2023 im Sport eingesetzt

## Auszeichnungen
Im November 2012 wurde Schneider zusammen mit 163 weiteren Sportlern das Silberne Lorbeerblatt verliehen. Im Rahmen der Deutschen Meisterschaften 2019 in Balve wurde sie mit dem Titel Reitmeister ausgezeichnet.